# 정의한 (성우)
정의한(1991년 11월 6일 ~ )은 대한민국의 성우로, 2017년 대원방송 성우극회 공채 8기로 입사했다.

## 출연 작품

### 애니메이션
- 나소흑전기: 첫만남편 - 풍식
- 드래곤볼 슈퍼 3기 - 시드라
- 루팡 3세 PART 4
- 블랙 클로버 - 그레이, 시나나
- 원피스 Original 17기 - 버팔로
- 원피스 Original New 홀케이크 아일랜드 편 - 샬롯 바바루아(샬롯 가의 26남)
- 원피스 Original 18기 - 개츠, 버팔로
- 원피스 New 무사의 나라 편 - 시드르, 슈텐마루(아슈라 동자)
- 이토 준지 컬렉션 - 시아버지 (6화)
- 용감한 토끼 당당이 - 베이롱
- 조이드 와일드 - 소다스, 덤플링
- 학원 베이비시터즈 - 이누이 히로유키 외
- 호빵맨(대원방송) - 하봉이 외
- Go! 프린세스 프리큐어 - 클로즈
- 인앱(KBS1) - 데이비드(서장), 꼬마번역앱맨
- 디지몬 어드벤처:(대원방송) - 스트라비몬
- SPY×FAMILY - 머독 스완
- 키다리 아저씨(대원방송)
- 포켓몬스터(재능TV) - 한웅

### 특촬물
- 가면라이더 이그제이드 - 죠니 마키나
- 가면라이더 빌드 - 반용주(가면라이더 크로즈), 빌드 드라이버 음성
- 파워레인저 갤럭시포스 - 일렉드론, 페가 씨, 쿠쿨칸
- 파워레인저 다이노소울 - 모사렉스, 섀도우 랩터, 나다/가이소그, 마스터 그린(유노의 스승)
- 파워레인저 돈브라더즈(대원방송) - 백도원(돈 드래고쿠/토라볼트), 연채신

### 외화
- 문나이트 - 안톤 모가트(가스파르 윌리엘)
- 블랙 위도우 - 로스의 비서(커트 유에)
- 이터널스 - 운전 기사(파디 나규브)
- 팔콘과 윈터 솔져 - 르마 호스킨스(크레 베넷)